# Auguste Virebent
Auguste Virebent (né en 1792 à Toulouse, où il est mort en 1857) était un architecte briquetier toulousain. Fils de Jacques-Pascal Virebent, il crée en 1830 une usine de céramique artistique au pied de la colline de Miremont à Launaguet. Il entreprend aussi la reconstruction dès 1845 du château de Launaguet sur les ruines d'un ancien manoir.

## La manufacture Virebent de Launaguet

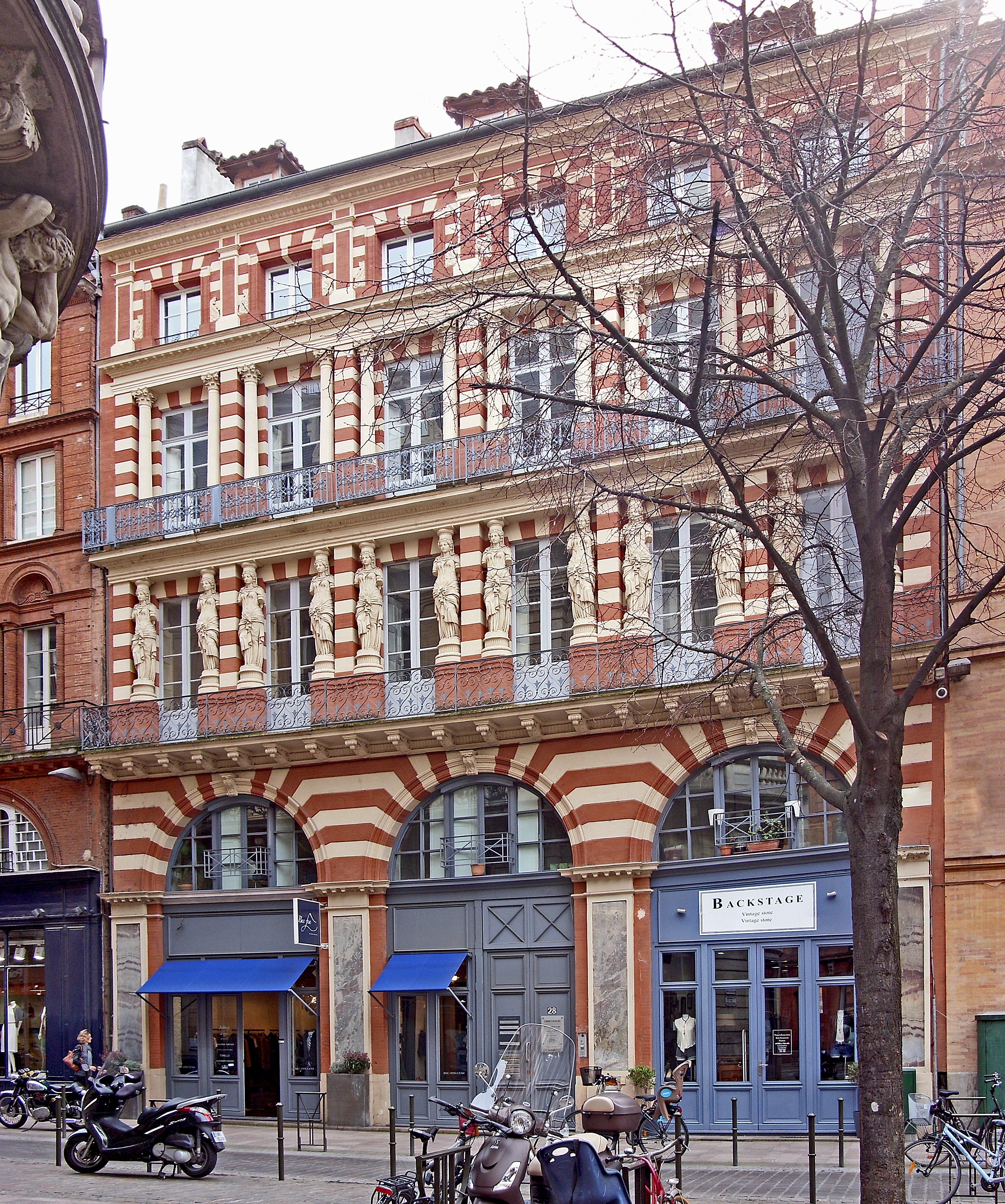
Immeuble, rue des Marchands à Toulouse, caractéristique de l’ornementation des Virebent

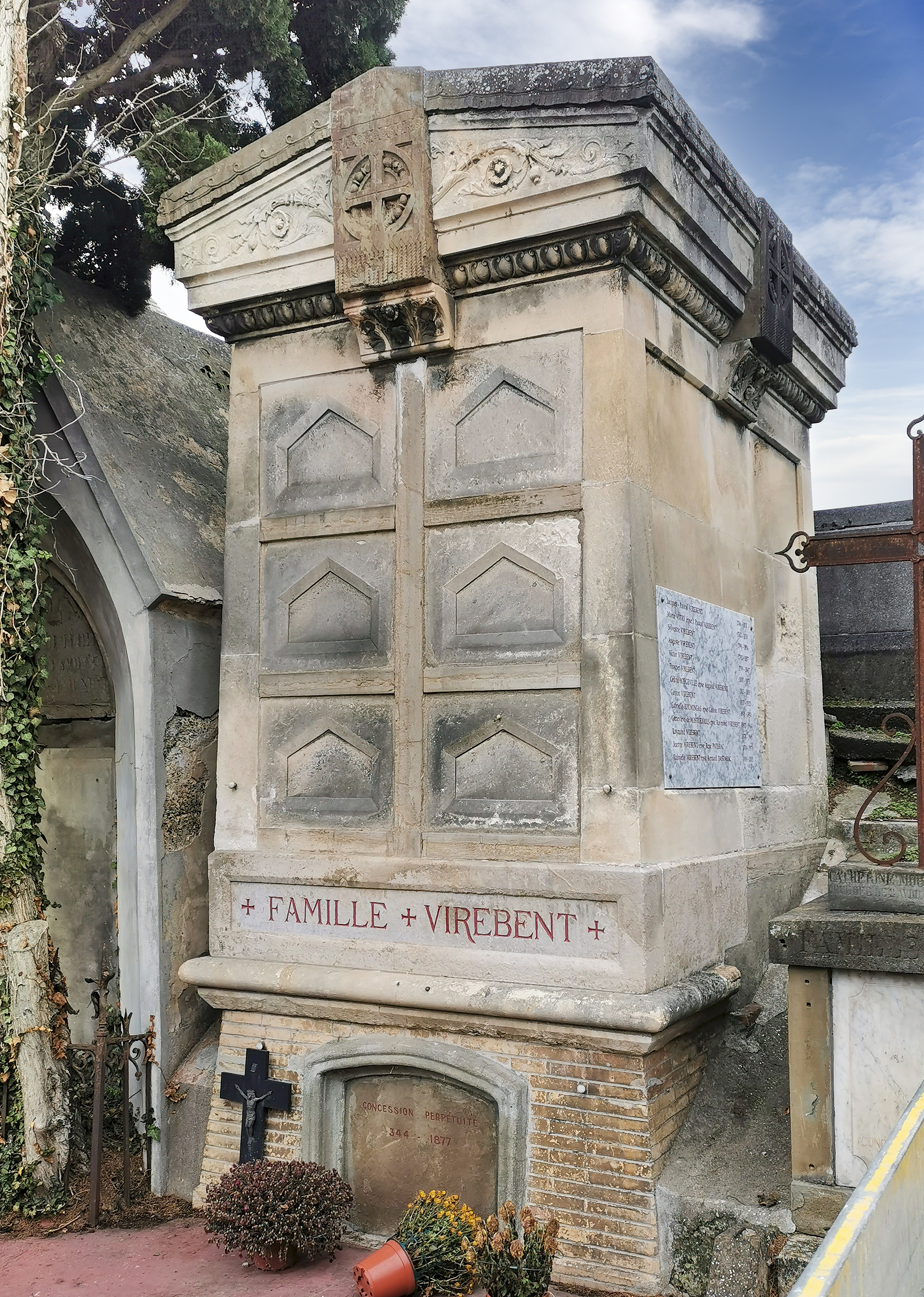
Sa tombe au cimetière de Terre-Cabade

Le 18 juillet 1831, il dépose un brevet d'invention pour un système de presses pour fabriquer de la brique. C'est le début de son industrialisation. Elle permet d'obtenir des formes et des dimensions différentes et surtout un format identique et une texture plus fine, plus facile à tailler. Les presses imprimaient également des dessins sur l'envers qui assuraient une meilleure prise du mortier.
Il met aussi au point une invention dénommée « plinthotomie » qui était une machine agissant comme un emporte-pièce pour découper diverses formes sur la glaise. Cette technique permet de s'affranchir d'un sculpteur et d'industrialiser les décorations à base de brique. Enfin, il met au point une nouvelle façon de travailler la glaise pour obtenir une pâte fine, compacte et résistante. Pour cela, il juxtapose deux types de pâtes : une pâte argileuse blanche ou rouge, fine, solide, constituant l'écorce visible des objets réalisés dont l'épaisseur variait de un à deux centimètres et une masse étant constituée d'une argile rougeâtre plus grossière et de moindre coût,,.

## Le château Dufaÿ à Launaguet

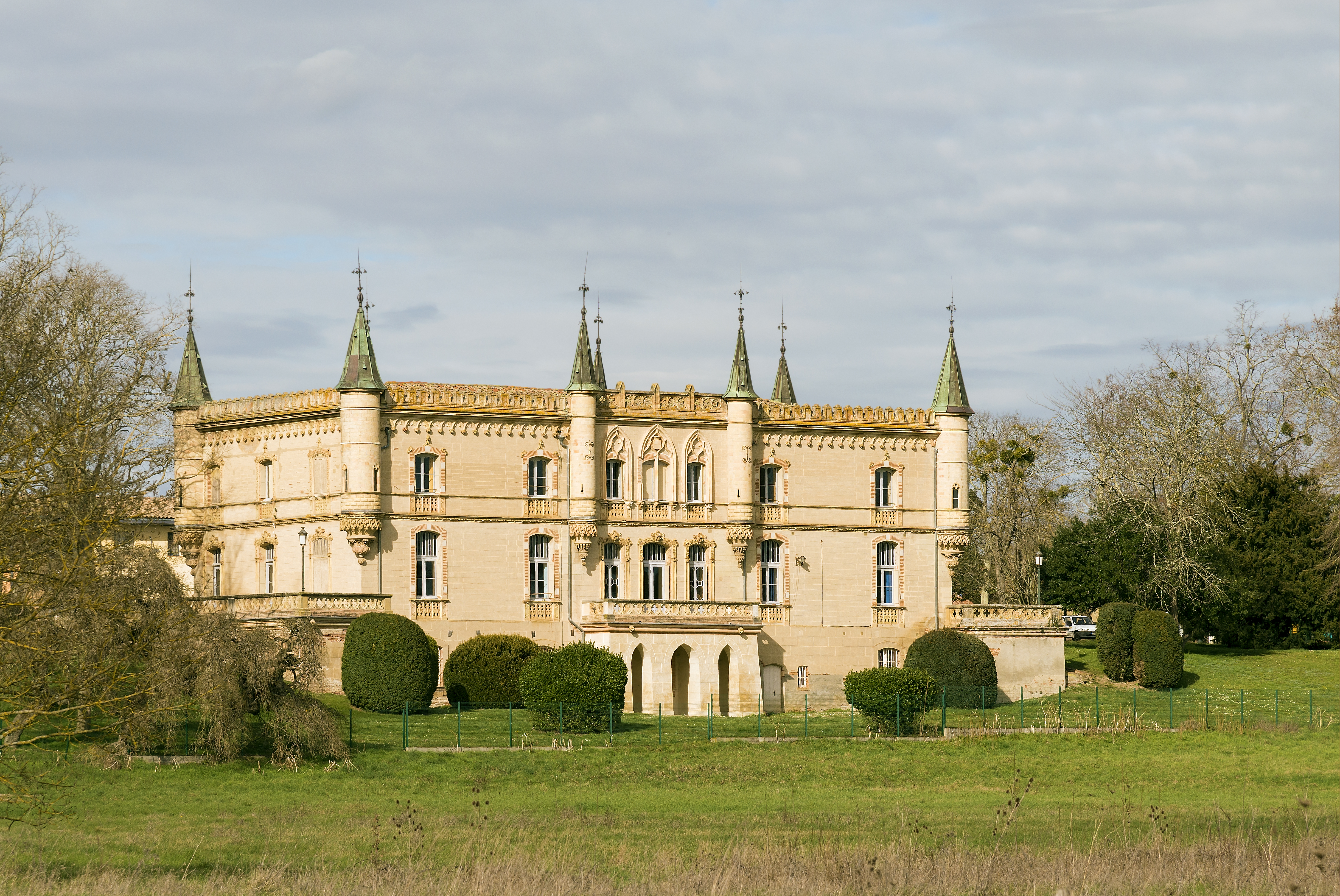
Château de Launaguet

Le château de Launaguet, dont il est l'architecte, fut réalisé pour le Baron Dufaÿ. Il a été depuis acquis par la commune de Launaguet.

## La production Virebent
Avec sa concurrente, la manufacture Giscard, la manufacture Virebent a contribué à façonner l'ornementation de l'architecture néo-classique toulousaine par sa production de cariatides, consoles, chapiteaux, éléments de colonne, balustres, modillons, rosaces et médaillons...
On lui doit de 1841 à 1852 la construction de l'église d'Ondes, inscrite au monuments historiques depuis 1984, la restauration de 1842 à 1847 de la chapelle des reliques de la cathédrale Saint-Étienne de Toulouse, la restauration de l’église de l'Assomption de Lapeyrouse-Fossat.

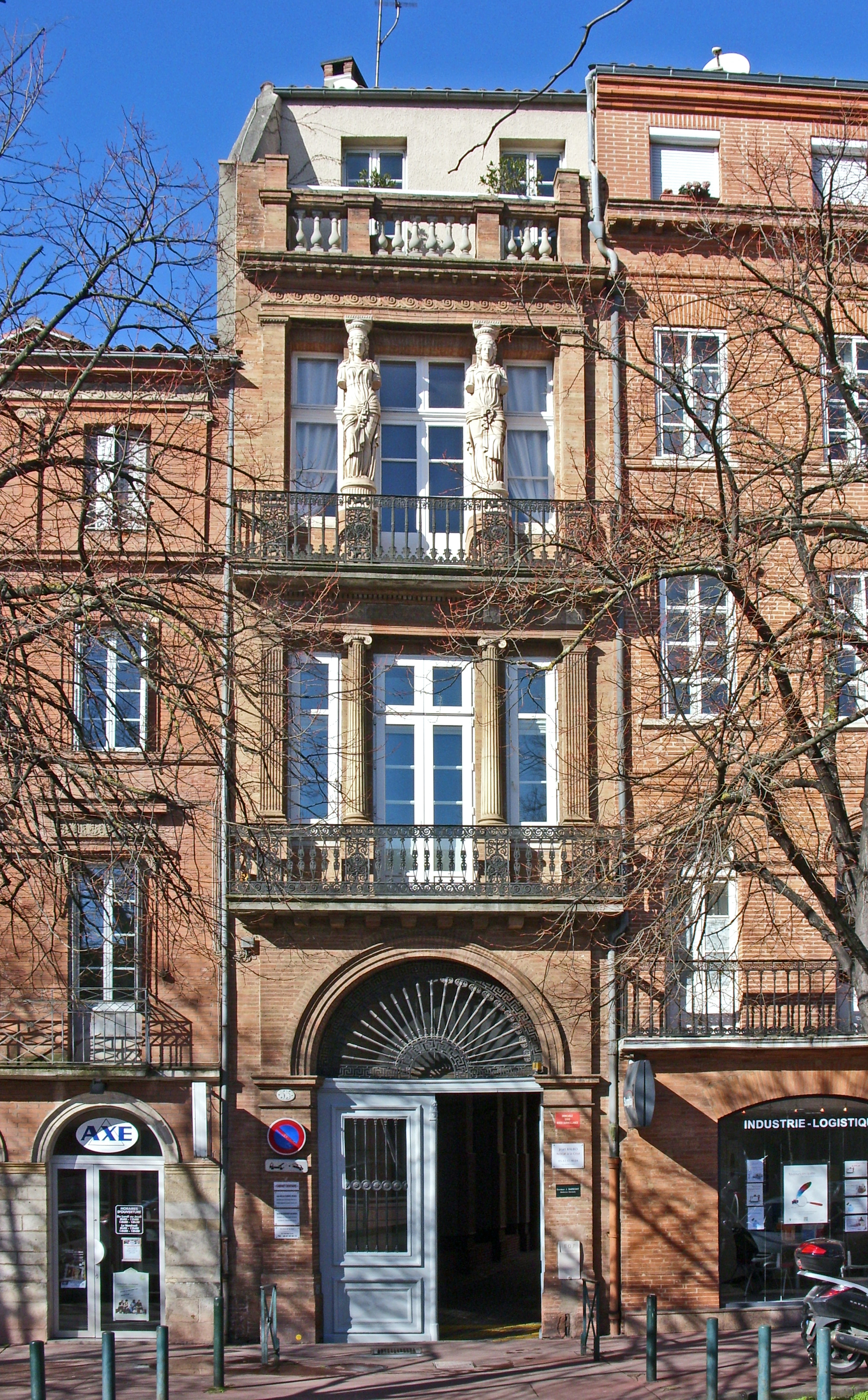
Immeuble dit "des Cariatides"
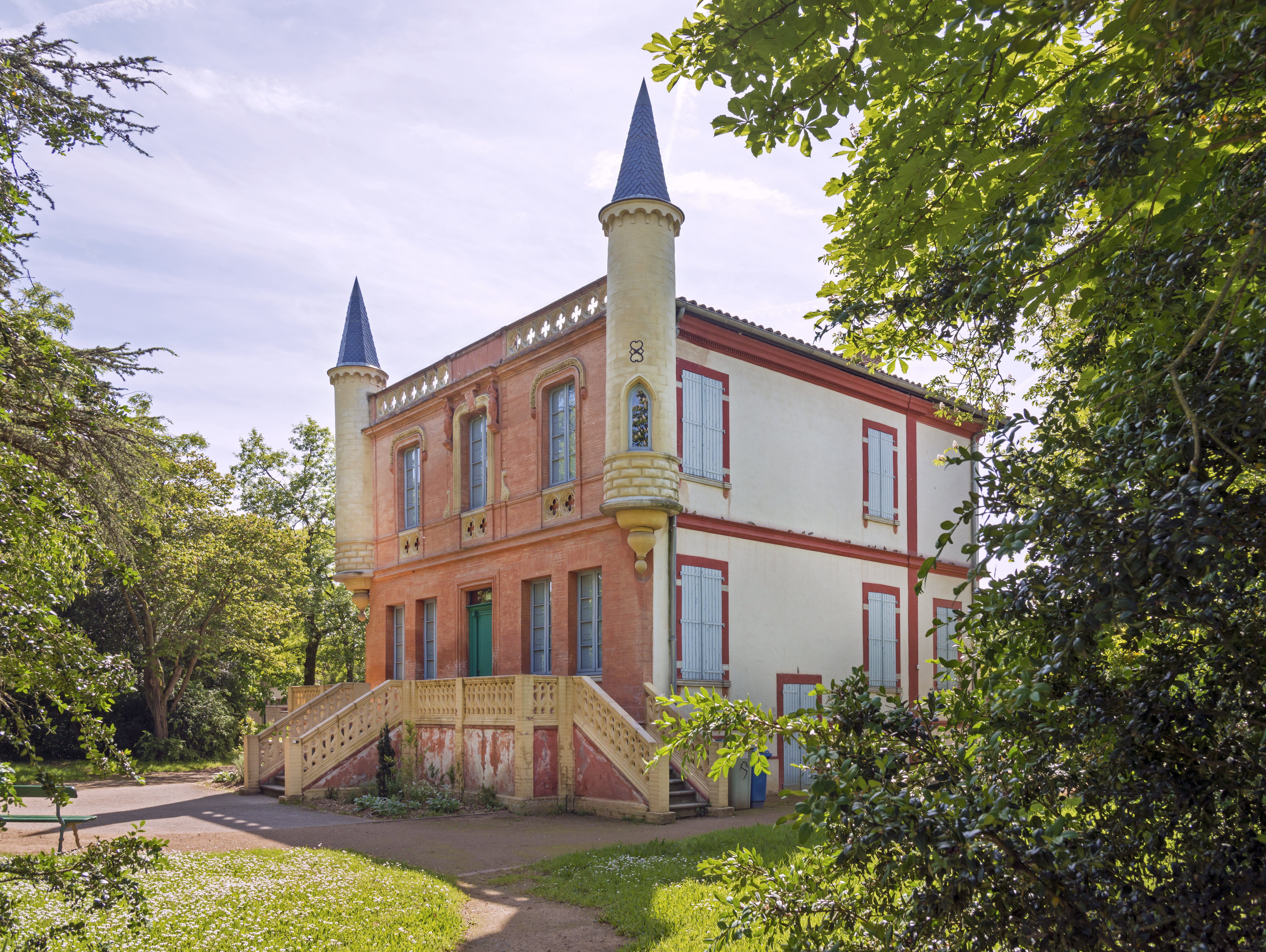
Le Castelet de Croix-Daurade
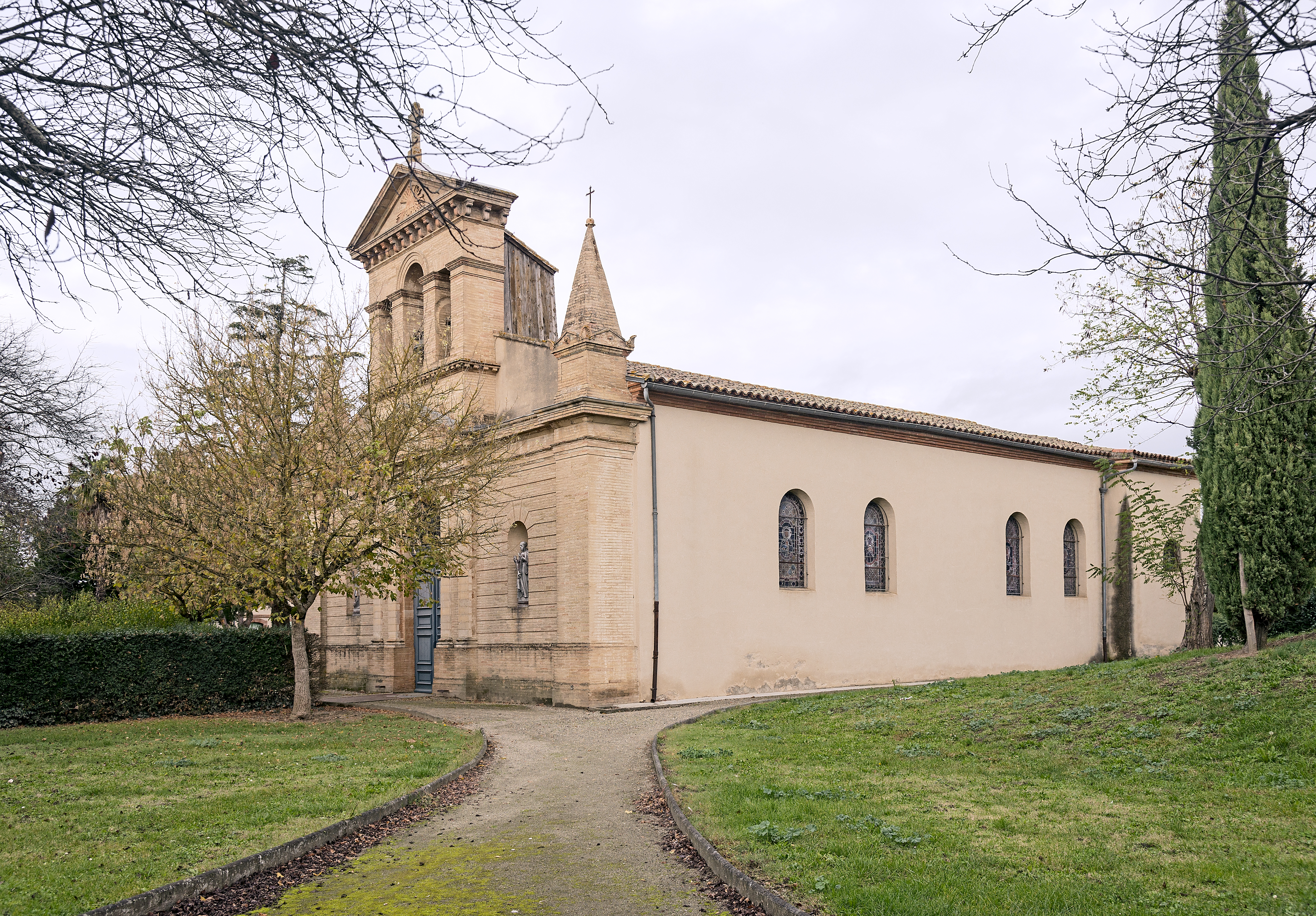
Église de Ondes
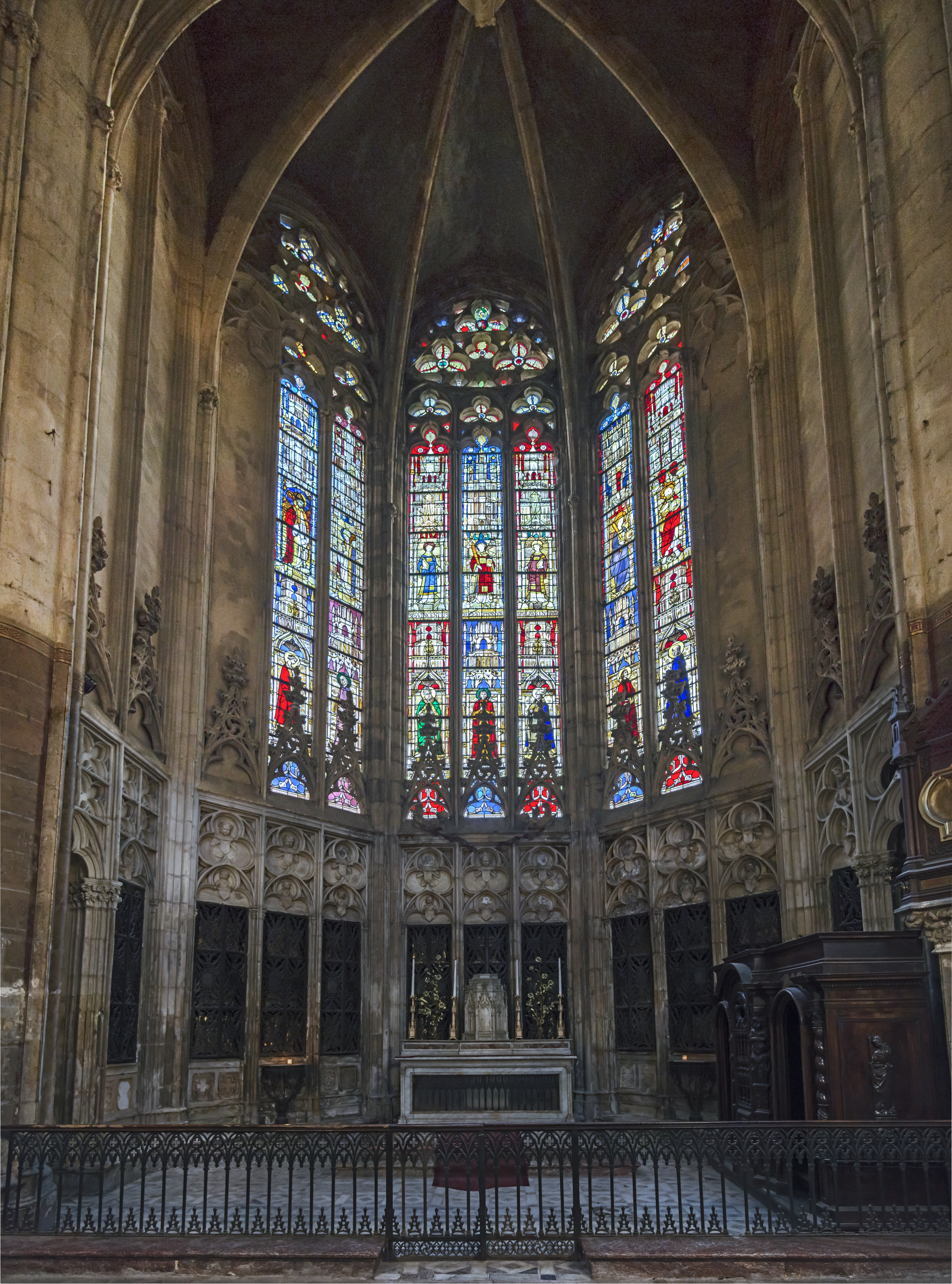
La chapelle des reliques
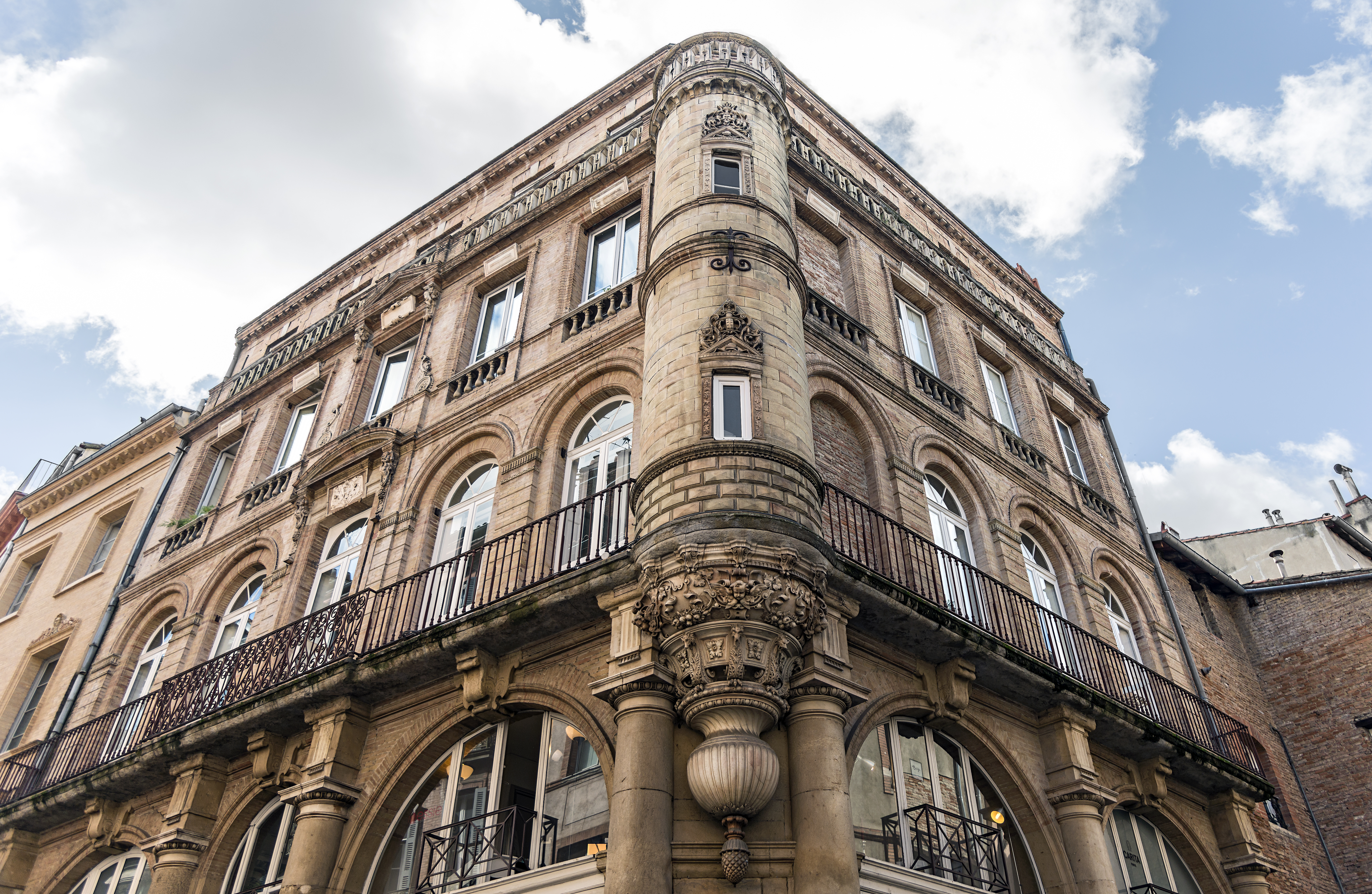
Hôtel néo-Renaissance rue Baronie à Toulouse
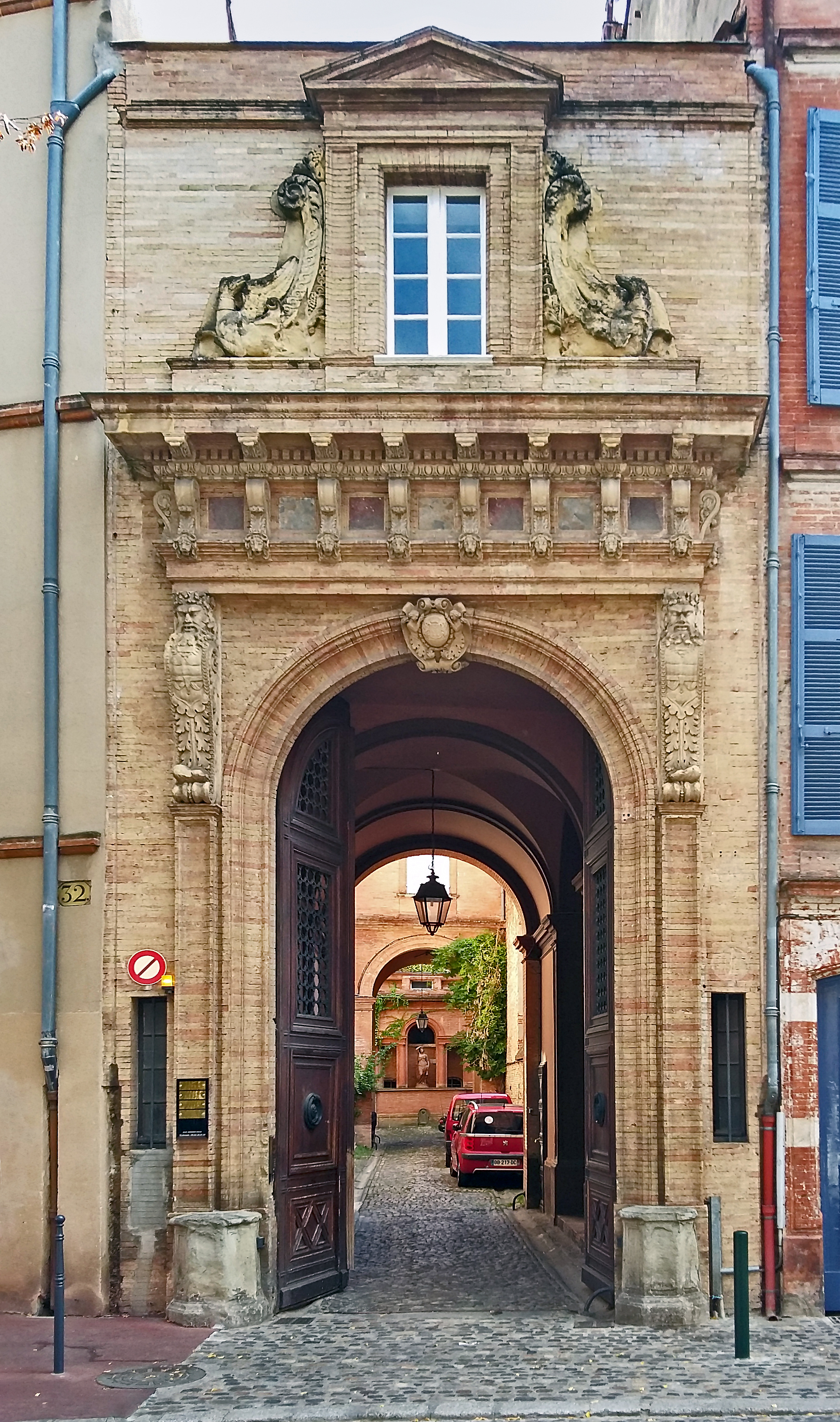
Portail l'hôtel Cassan à Toulouse
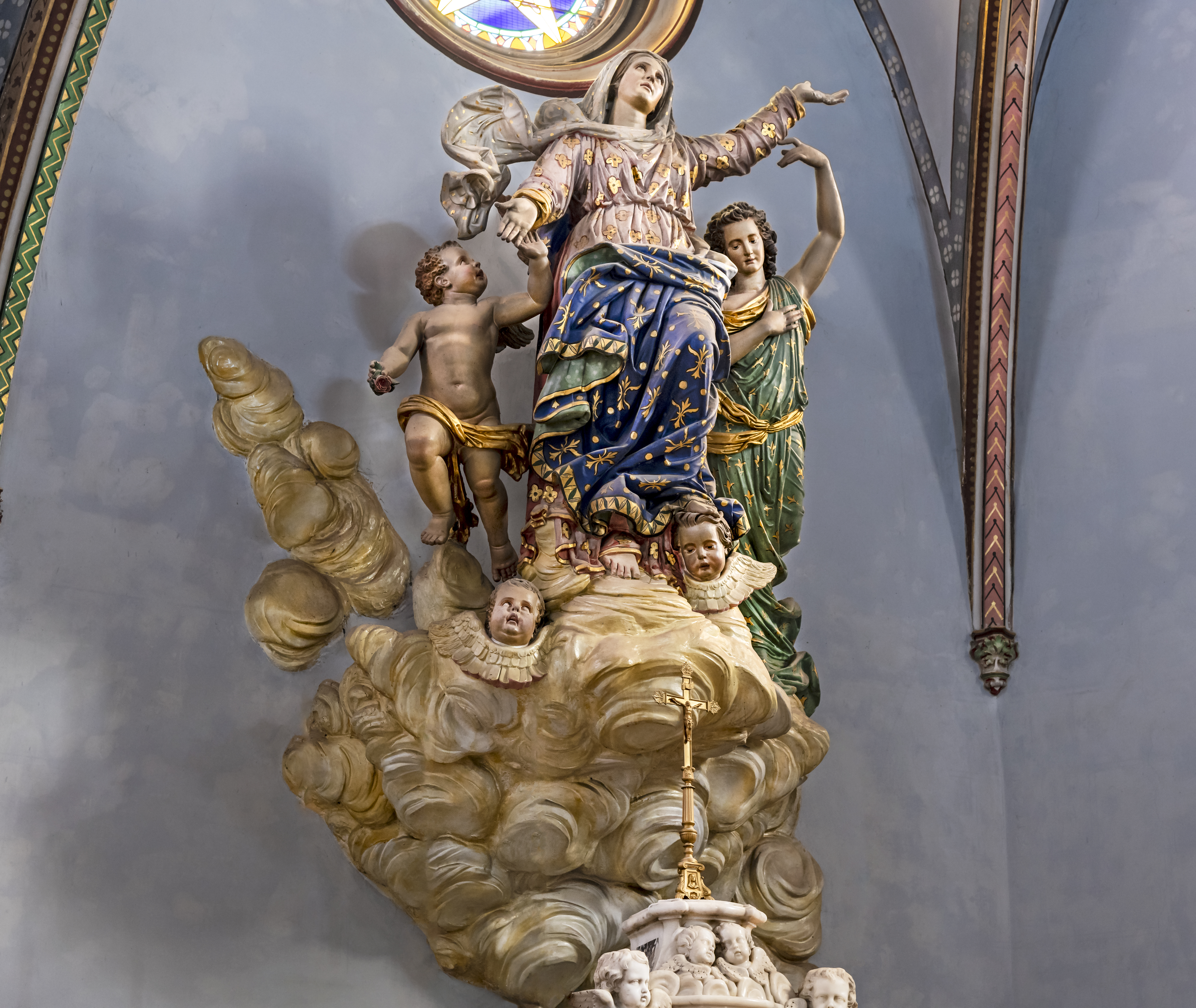
L'Assomption de Marie - Lapeyrouse-Fossat
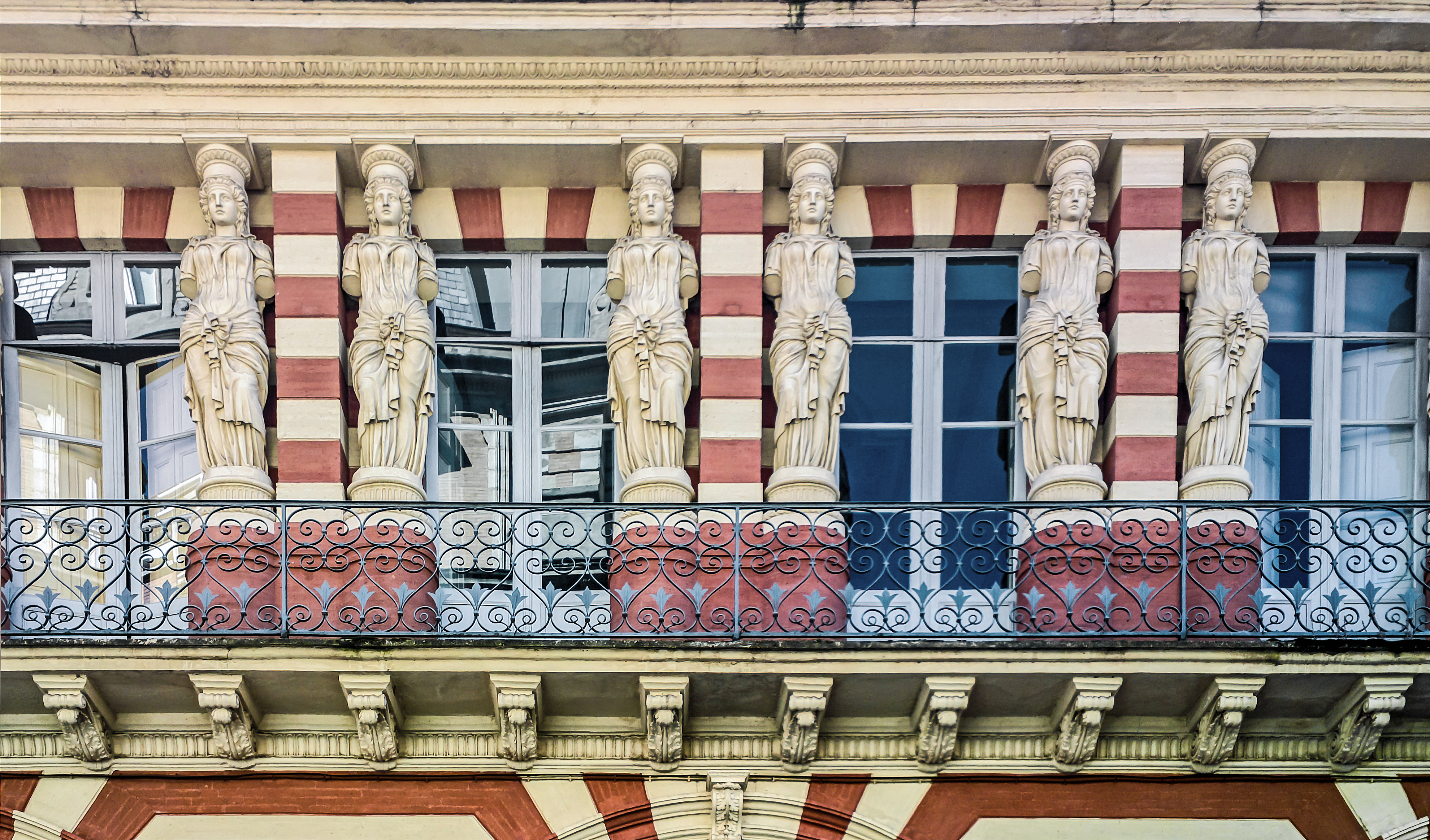
Caryatides de l'immeuble de la rue des marchands à Toulouse (fin décennie 1830).
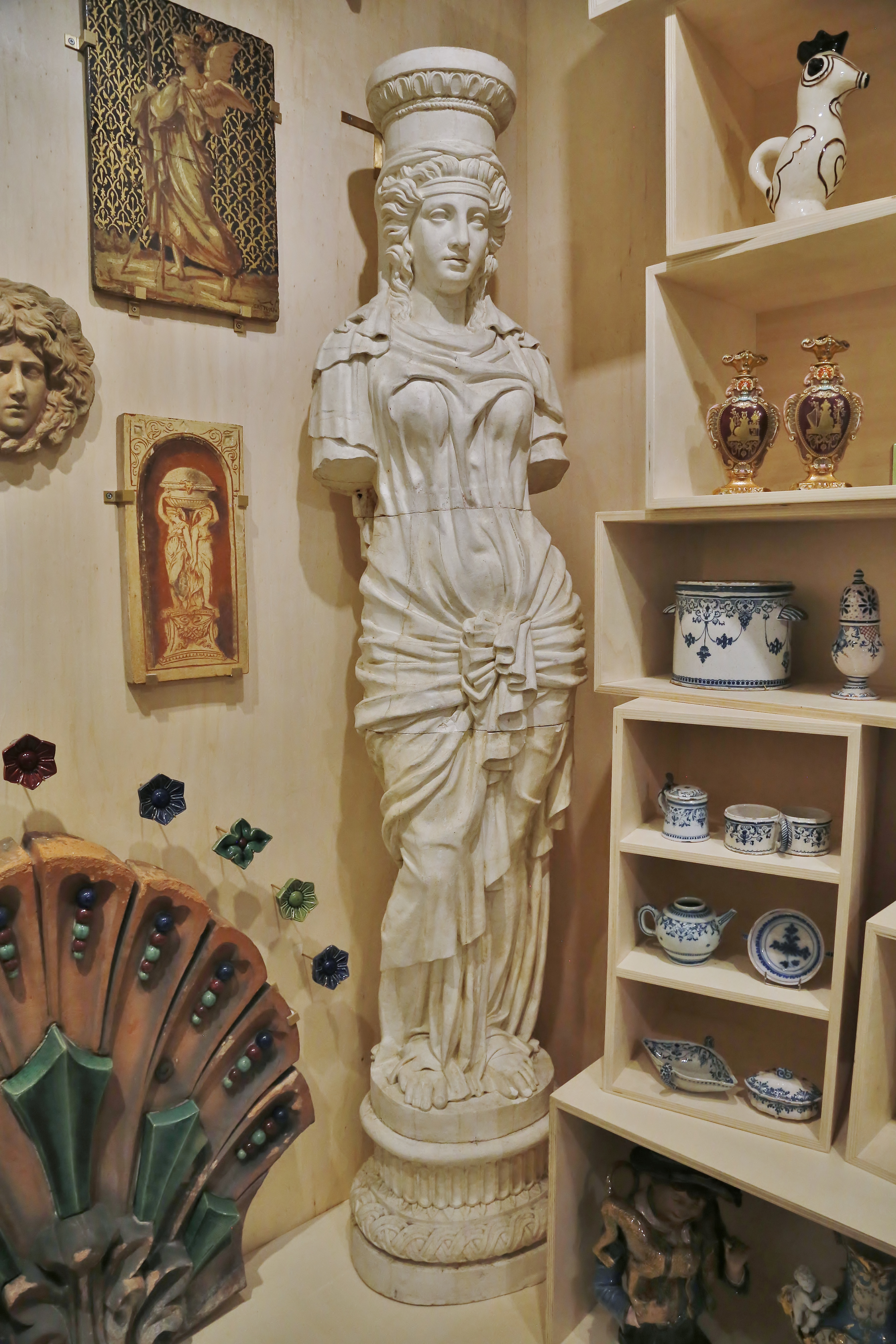
Une caryatide Virebent en terre cuite blanche moulée.